# David Welde
David Welde (ur. 15 kwietnia 1994) – niemiecki kombinator norweski, pięciokrotny medalista mistrzostw świata juniorów.

## Kariera
Po raz pierwszy na arenie międzynarodowej David Welde pojawił się 17 stycznia 2009 roku w Schonach, gdzie w zawodach Alpen Cup zajął 43. miejsce w sprincie. W 2011 roku zdobył złoty medal indywidualnie i srebrny drużynowo podczas olimpijskiego festiwalu młodzieży Europy w Libercu. W styczniu 2013 roku wystąpił na mistrzostwach świata juniorów w Libercu, gdzie był drugi w zawodach metodą Gundersena i pierwszy w sztafecie. Na rozgrywanych rok później mistrzostwach świata juniorów w Val di Fiemme zdobył srebrne medale w sztafecie i sprincie oraz brązowy w Gundersenie.
W Pucharze Świata zadebiutował 1 grudnia 2012 roku w Ruce, zajmując 24. miejsce w Gundersenie. Tym samym już w swoim debiucie zdobył pierwsze pucharowe punkty. Sezon 2012/2013 ukończył na 45. pozycji w klasyfikacji generalnej.
Po sezonie 2018/2019 zakończył karierę sportową.

## Osiągnięcia

### Mistrzostwa świata juniorów
| Miejsce | Dzień       | Rok  | Miejscowość   | Konkurencja           | Wynik zwycięzcy | Strata  | Zwycięzca     |
| ------- | ----------- | ---- | ------------- | --------------------- | --------------- | ------- | ------------- |
| 2.      | 23 stycznia | 2013 | Liberec       | Gundersen HS100/10 km | 24:51,0 min     | +11,3 s | Manuel Faißt  |
| 7.      | 25 stycznia | 2013 | Liberec       | Sprint HS100/5 km     | 11:49,4 min     | +35,6 s | Manuel Faißt  |
| 1.      | 26 stycznia | 2013 | Liberec       | Sztafeta HS100/4x5 km | 47:46,9 min     | -       | -             |
| 3.      | 30 stycznia | 2014 | Val di Fiemme | Gundersen HS106/10 km | 29:47,1 min     | +32,3 s | Philipp Orter |
| 2.      | 1 lutego    | 2014 | Val di Fiemme | Gundersen HS106/5 km  | 13:44,2 min     | +1,8 s  | Philipp Orter |
| 2.      | 2 lutego    | 2014 | Val di Fiemme | Sztafeta HS106/4x5 km | 53:57,6 min     | +4,5 s  | Austria       |

### Uniwersjada
| Miejsce | Dzień       | Rok  | Miejscowość         | Konkurencja               | Wynik zwycięzcy | Strata   | Zwycięzca    |
| ------- | ----------- | ---- | ------------------- | ------------------------- | --------------- | -------- | ------------ |
| 2.      | 26 stycznia | 2015 | Szczyrbskie Jezioro | Gundersen HS100/10 km     | 26:18,3 min     | +0,0 s   | Adam Cieślar |
| 2.      | 29 stycznia | 2015 | Szczyrbskie Jezioro | Start wspólny 10 km/HS100 | 216,9 pkt       | +6,6 pkt | Adam Cieślar |
| 1.      | 31 stycznia | 2015 | Szczyrbskie Jezioro | Sztafeta HS100/3x5 km     | 42:33,2 min     | –        | –            |

### Puchar Świata

#### Miejsca w klasyfikacji generalnej
- sezon 2012/2013: 45.
- sezon 2013/2014: 76.
- sezon 2017/2018: 45.
- sezon 2018/2019: 57.

### Puchar Kontynentalny

#### Miejsca w klasyfikacji generalnej
- sezon 2011/2012: 73.
- sezon 2014/2015: 27.
- sezon 2015/2016: 56.
- sezon 2016/2017: 2.
- sezon 2017/2018: 11.
- sezon 2018/2019: 6.

#### Miejsca na podium chronologicznie
| Nr | Data             | Miejscowość | Konkurencja           | Wynik zwycięzcy | Pozycja | Strata  | Zwycięzca       |
| -- | ---------------- | ----------- | --------------------- | --------------- | ------- | ------- | --------------- |
| 1. | 21 stycznia 2017 | Otepää      | Gundersen HS100/10 km | 22:06,8 min     | 2.      | +0.8 s  | Kristjan Ilves  |
| 2. | 12 lutego 2017   | Eisenerz    | Gundersen HS109/10 km | 24:19,8 min     | 3.      | +23,6 s | Kristjan Ilves  |
| 3. | 18 lutego 2017   | Planica     | Gundersen HS139/10 km | 22:56.6 min     | 3.      | +28,6 s | Lukas Klapfer   |
| 4. | 10 marca 2017    | Niżny Tagił | Gundersen HS100/10 km | 25:07,3 min     | 3.      | +0,4 s  | Harald Lemmerer |

### Letnie Grand Prix

#### Miejsca w klasyfikacji generalnej
- 2012: 48.
- 2017: (47.)[4]
- 2018: (65.)[5]